# Пехлеви, Абдул Реза
Абдул Реза Пехлеви (перс. عبدالرضا پهلوی‎; 19 августа 1924 — 11 мая 2004) — член иранской шахской династии Пехлеви. Сын шаха Ирана Резы Пехлеви и сводный брат шаха Ирана Мохаммеда Резы Пехлеви.

## Ранняя биография и образование
Абдул Реза Пехлеви родился 19 августа 1924 года в Тегеране. Его родителями были Реза Пехлеви и принцесса Эсмет Довлатшахи, дочь принца Моджалала-э Довлеха Довлатшахи Каджара, таким образом принадлежавшая к шахской династии Каджаров. Она стала четвёртой и последней женой Резы. Они поженились в 1923 году. У Абдулы Резы было три брата и сестра: Ахмад Реза, Махмуд Реза, Фатиме и Хамид Реза Пехлеви. Они жили в Мраморном дворце в Тегеране со своими родителями. После вынужденного отречения отца Абдул Реза сопровождал его в изгнании на Маврикии, а затем в Йоханнесбурге, с 1941 по 1944 год. В течение этого периода ходили слухи, что союзники планировали сделать Абдулу Резу шахом вместо его старшего брата Мохаммеда Резы.
Он изучал бизнес-администрирование в Гарвардском университете, который окончил в 1947 году.

## Карьера
Во время правления своего сводного брата Мохаммеда Резы Пехлеви, Абдул Реза возглавлял различные ведомства. 3 сентября 1949 года он был назначен почетным главой Высшего совета по разработке семилетнего плана Ирана. Абдул Реза был руководителем организации по планированию в 1954-1955 годах. С 1969 по 1979 год он занимал пост председателя Иранского центра исследований в области менеджмента при Гарварде. Он также возглавлял Высший совет по охране дикой природы и Международный совет по охоте и сохранению дикой природы. Кроме того, принц входил в Королевский совет, правивший Ираном во время международных поездок Мохаммеда Резы Пехлеви.
Абдул Реза также занимался бизнесом, являясь полностью или частично владельцем заводов, горнодобывающих предприятий и сельскохозяйственных фирм. Кроме того, в то время он занимался вопросами окружающей среды. Он покинул Иран до революции 1979 года вместе с другими своими родственниками.

## Охота и охрана дикой природы

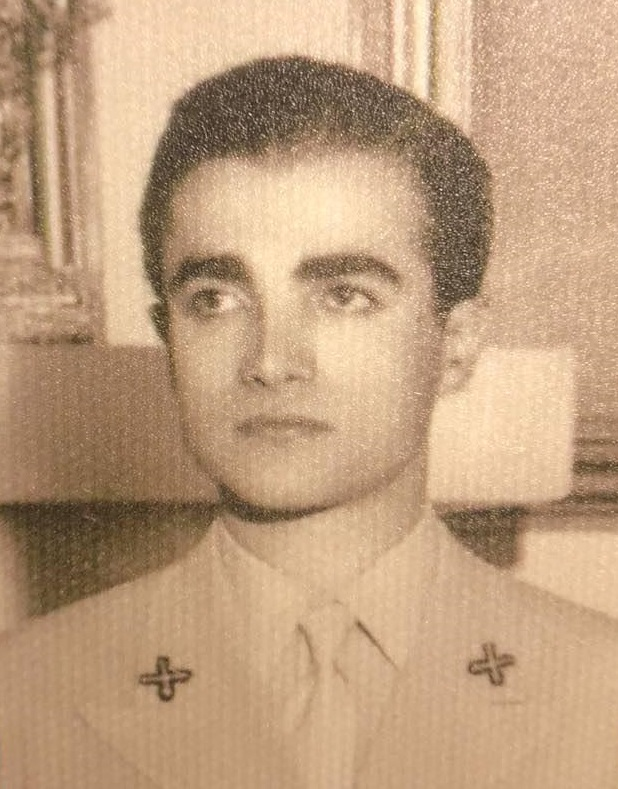
Юный Абдул Реза

Абдул Реза Пехлеви был страстным охотником и спортсменом на протяжении всей своей жизни. Он был основателем и президентом Международного фонда сохранения дикой природы (IGF) в Париже, занимавшегося содействию сохранению дикой природы и ответственной охоте в развивающихся странах.
Абдул Реза принимал участие в создании первого в Иране законодательства об охоте и агентства по обеспечению соблюдения правил охоты, а также помог создать более 20 миллионов акров заповедников и парков по всему Ирану. Несмотря на критику за своё участие в трофейной охоте, принц яростно преследовал браконьеров, будучи главой Иранского ведомства окружающей среды. Он также отвечал за принятие закона, защищающего от вымирания исчезающие виды животных, таких как: джейран, каспийский тигр, дикий осёл, гепард и персидская лань, налагая большие штрафы за нарушение закона об охоте. В 1978 году он одобрил передачу четырёх персидских ланей из Ирана в Израиль.

## Личная жизнь
Абдул Реза Пехлеви женился Пари Симе Занд 12 октября 1950 года в Тегеране. У супругов было двое детей: сын Камьяр (род. 1952) и дочь Сарвеназ (род. 1955).

## Смерть
Абдул Реза умер во Флориде 11 мая 2004 года.

## Награды
Помимо национальных наград, в т. ч. Большого креста ордена Пехлави, Абдул Реза был удостоен нескольких иностранных наград, в том числе:
- Большая звезда ордена Возрождения (28 февраля 1949).
- Большой крест ордена «За заслуги перед Итальянской Республикой» (15 декабря 1974).
- Большой крест ордена Солнца (первый класс)[8].
- орден Серафимов (24 ноября 1970)[8].
- Большой крест ордена Изабеллы Католической (9 февраля 1978)[22].